# قذلان (اسم)
قَذْلَان هو أسم علم مذكر عربي، ومعناة هو المائل، أو الحائر والعياب، أو صورة كتابية صوتية من جذلان بمعنى الفَرِح والسرور.